# Фаренцгаузен
Фаренцгаузен (нім. Fahrenzhausen) — громада в Німеччині, розташована в землі Баварія. Підпорядковується адміністративному округу Верхня Баварія. Входить до складу району Фрайзінг.
Площа — 37,64 км2. Населення становить 5067 ос. (станом на 31 грудня 2020).